# Kleine populierenboktor
De kleine populierenboktor (Saperda populnea) is een insect dat behoort tot de boktorrenfamilie en voorkomt aan bosranden en langs bospaden.

## Kenmerken
De kever is op de bladeren te zien in mei en juni, is 9 tot 15 mm lang en heeft op het dekschild vier of vijf regelmatig gerangschikte vlekken. Het lichaam is zwart en grijs behaard. Op het hoofd bevindt zich een gele rand rond de ogen en twee pariëtale banden die divergeren naar het pronotum. Drie gele longitudinale banden lopen langs het halsschild; twee aan de zijkant en één in het midden. 
De antennen zijn afwisselend zwart en grijs van kleur. Vanaf het derde segment zijn de antennes witachtig van kleur op de onderste twee derde van elk segment, anders zwart. De antennes van de mannetjes zijn bijna net zo lang als hun lichaam, terwijl de antennes van de vrouwtjes korter zijn.

## Levenswijze
De larve leeft in ratelpopulieren, maar soms ook in andere populierensoorten en wilgensoorten. Het vrouwtje knaagt voor de eiafzet in de bast van 1 tot 2,5 cm dikke takken een naar boven open hoefijzervormige groef met verscheidene dwarsgroeven. Aan beide zijden van de onderkant van het hoefijzer wordt een ei afgezet. Het vrouwtje zet tegelijk met de eiafzet een stof af, waardoor de bast plaatselijk gaat opzwellen, wat nog na meerdere jaren te zien is. Het door de boom gevormde wondweefsel dient als eerste voedsel voor de larven. Pas later boort de larve een gang dieper in de boomstam. Na twee jaar verpopt de larve zich.